# Alojzy Rybicki
Alojzy Rybicki (ur. ok. 1822, zm. 1907 we Lwowie) – polski adwokat.

## Życiorys
Ukończył studia prawnicze, uzyskał stopień naukowy doktora. Był adwokatem krajowym. Prowadził kancelarię adwokacką w Rzeszowie. Był prezesem rady powiatu rzeszowskiego. Był członkiem wydziału krajowego. Pełnił mandat posła V kadencji Sejmu Krajowego Galicji (1882-1889), wybrany z III kurii w 12 Okręgu Rzeszów. Od 1877 do 1900 pełnił funkcję dyrektora Galicyjskiego Banku Hipotecznego we Lwowie, po czym odszedł na emeryturę zostając jedynie członkiem rady nadzorczej.
Zmarł w 1907 we Lwowie w wieku 85 lat. Był ojcem inżyniera Stanisława Rybickiego (ur. 1856).